# 마야 (종교)
마야(산스크리트어: माया)는 문자 그대로 "환상" 또는 "마법"으로 인도 철학에서 문맥에 따라 다양한 의미를 지니고 있다. 후기 베다 문헌에서 마야는 "마술 쇼, 사물이 존재하는 것처럼 보이지만 실제로는 그렇지 않은 환상"을 의미하며, "속성 없는 절대자"를 "속성"을 가진 것으로 보여주는 원리를 뜻한다. 마야는 또한 "끊임없이 변화하는, 따라서 영적으로 비현실적인"(변하지 않는 절대자 또는 브라흐만과 반대되는), 따라서 "영적 현실의 진정한 성격을 은폐하는" 것을 의미한다.
힌두 철학의 아바이타 베단타 학파에서 "외관"인 마야는 "현상 세계가 실재한다는 우주적 환상을 만들어내는 강력한 힘"이다. 이 비이원론 학파에서 개인적 차원의 마야는 실제 자아, 아트만-브라흐만에 대한 지식(아비디야)이 부족하여 몸-마음 복합체와 그 얽힘을 잘못 식별하는 것으로 나타난다.
불교 철학에서 마야는 사물의 환상적 본질에 대한 속임수나 은폐를 담당하는 20가지 부수적인 불건전한 정신적 요인 중 하나이다.
마야는 때때로 절대자의 의인화로 존경받는 비슈누의 배우자인 힌두교 여신 락슈미의 별칭 또는 표현이기도 하다. 마야는 석가모니의 어머니의 이름이기도 하다.

## 같이 보기
- 무우주론
- 동굴의 우화
- 무명 (불교)
- 인드라잘라
- 현상 (철학)
- 악의 문제